# A żyć trzeba dalej
A żyć trzeba dalej – polski film dramatyczno-psychologiczny z 1986 roku, w reżyserii Romana Wionczka. Pierwowzorami scenariusza do filmu były powieści autorstwa Stanisława Goszczurnego pt. Morze nie odda ofiar oraz A żyć trzeba dalej.

## Opis fabuły
Akcja filmu toczy się w Izbie Morskiej, w której odbywa się proces sądowy w sprawie ostatniej katastrofy pełnomorskiego statku. W czasie wpływania do portu statek został rzucony przez fale wprost na falochron, wskutek czego zatonął. Mimo że w okolicy znajdowali się pracownicy portu i załogi innych statków, to nikt z nich nie ruszył na pomoc ofiarom zatopionej jednostki.

## Obsada
- Witold Pyrkosz – Roman Kozyra, kapitan statku m/s "Dunaj"
- Emil Karewicz – Stefan Wenta, kapitan statku m/s "Prosna"
- Ignacy Gogolewski – przewodniczący sądu Izby Morskiej
- Teresa Lipowska – żona kapitana Wenty
- Jolanta Czaplińska – wdowa
- Arkadiusz Bazak – oskarżyciel, delegat ministra żeglugi
- Janusz Bylczyński
- Andrzej Krasicki – dyrektor portu